# پتر هوخشورنر
پتر هوخشورنر 
(به اسلواکی: Peter Hochschorner) متولد ۷ سپتامبر ۱۹۷۹ در شهر براتیسلاوا، ورزشکار مرد رشتهٔ قایق‌رانی اهل کشور اسلواکی و برادر دوقلوی پاوول هوخشورنر است. وی در بین سال‌های ‎۲۰۰۰ تا ۲۰۱۲ میلادی در مسابقات بازی‌های المپیک تابستانی در مجموع ۴ مدال، شامل ۳ مدال طلا و ۱ برنز را کسب کرد.